# Hamza Sakhi
Hamza Sakhi (in arabo حمزة الساخي‎?; Rabat, 7 giugno 1996) è un calciatore marocchino, centrocampista del Wydad Casablanca.

## Biografia
Suo fratellastro Ilyas Chouaref è anch'egli un calciatore.

## Caratteristiche tecniche
È un trequartista.

## Carriera
Cresciuto nel settore giovanile del Châteauroux, ha esordito in prima squadra il 1º agosto 2014 disputando l'incontro di Ligue 2 perso 1-0 contro il Troyes.